# Hippolyte Fauche
Pour les articles homonymes, voir Hippolyte et Fauche (homonymie).
Hippolyte Fauche, né en 1797 et mort à Juilly (Seine-et-Marne) le 28 février 1869, est un indianiste et traducteur français.
Élève d'Eugène Burnouf, il est connu pour ses traductions du sanskrit, notamment celles de deux grandes épopées de l'Inde, le Rāmāyana et le Mahâbhârata, du théâtre de Kâlidâsa et du Gîta Govinda de Jayadeva.

## Ouvrages
- Panthéon, poème théologique en cinq chants, avec une introduction et des notes (1842)
- Jésus enfant, étude historique d'après l'évangile apocryphe de l'enfance (1850)
- Poucet et Poucette, ou la Suite d'un conte bleu (1852)

### Traductions du sanskrit
- Le Gita-govinda [de Jayadeva] et le Ritou-Sanhara [de Kâlidâsa] traduits du sanscrit en français, pour la première fois (1850
- Bhartrihari et Tchaaura, ou la Pantchaçika du second et les Sentences érotiques, morales et ascétiques du premier, expliquées du sanscrit en français pour la première fois (1852)
- Rāmāyana, poème sanscrit (9 volumes, 1854-1858) Texte en ligne (édition de 1864 en 2 volumes) 1 2
- Œuvres complètes de Kâlidâsa, traduites du sanscrit en français, pour la 1re fois (2 volumes, 1859-1860)
- Une tétrade, ou Drame, hymne, roman et poème, traduits pour la première fois du sanscrit en français (3 volumes, 1861-1863)
  - I. Le Mritchhakatika. Le Mahimnastava ; II. Le Daśakumāracarita de Daṇḍin. Notice sur l'identité probable de Kâlîdâsa et de Mâtrigroupta ; III. La Ciçoupala-Badha, de Mâgha. Lexique
- Le Mahâbhârata, poème épique de Krishna-Dwaipayana, plus communément appelé Veda-Vyâsa (10 volumes, 1863-1886)

### Traduction du grec
- Anacréon, traduction nouvelle en vers lyriques français (1831)